# 海山二
海山二（英語：Eta Carinae，簡寫為）是位于船底座的一個恆星系統（赤經10 h 45.1 m、赤緯−59°41m），距離太陽7,500至8,000光年，在北緯27°以北的地區难以看見，而在南緯30°是一顆拱極星。這個系統至少有兩顆恆星，其中一顆是位於恆星生命早期階段，質量大約是太陽150倍的高光度藍變星（LBV），並且至少已經流失30個太陽質量。雖然它被認為還有一顆較大的伴星，質量約為太陽30倍的沃夫–瑞葉星環繞著它，但海山二周圍有巨大厚重的紅色星雲，因而很難直接的發現。它總體的光度大約是太陽的590萬倍，而系統的質量估計超過150倍太陽質量。由於它的質量和生命階段，預期在天文學上不久的將來，它將爆炸成為一顆極超新星，目前的估計是從現在開始的10,000年至20,000年。
在中國，它屬於近南極星區的星官海山，除了海山二之外，屬於這個星官的恆星還有半人馬座λ、船底座ζ、船帆座P、船帆座μ和蒼蠅座λ。

## 特徵
海山二是質量巨大的恆星中距離地球相當近的一顆，所以天文學家可以得知許多該天體的細部資料。雖然其他已知天體的質量及亮度可能超過海山二，不過根據各種波段的數據，海山二確定是银河系中已知亮度最高的天體，先前其他的競爭者都已經被更新的數據所降級，例如手槍星。
海山二這類恆星的質量相當大，超過太陽的100倍，亮度則是太陽的100萬倍以上。這類恆星是相當少見的，在一個像銀河系這麼大的星系中也只有幾十顆而已。估計這種恆星接近愛丁頓光度的限制（甚至可能超過愛丁頓光度的限制），內部（原指反应核外部）的輻射壓力幾乎強到可以抵銷重力的地步。如果恆星的質量超過太陽的120倍的話，就超過愛丁頓光度的限制，它們的重力僅能勉強約束著輻射與氣體，並在不久的未來可能導致超新星與極超新星的現象發生。
海山二在天文物理學上的重要性是大爆發與1843年左右觀察到的「假超新星事件」。海山二在這幾年中幾乎與普通的超新星爆炸一樣明亮，但是它並沒有真正爆炸。在其他的星系也可以看到假超新星，例如NGC 1058的SN 1961v及NGC 4904的SN 2006jc，其中SN 2006jc在2004年10月被觀測到。重要的是，SN 2006jc在兩年後，也就是2006年10月9日真正變成的超新星爆炸。假超新星現象可能代表恆星表面的不穩定或是一顆失敗的超新星。海山二被認為是這種現象的標準，並且在160年後，這顆恆星的內部結構尚未完全恢復。

## 亮度變化
海山二一引人注目的特徵是亮度的變化，目前被分類成高光度藍變星（Luminous Blue Variable，LBV）雙星。
海山二被愛德蒙·哈雷於1677年第一次紀錄下來，當時它是顆4等星，不過到了1730年時，觀測者注意到它已經變得相當明亮，成為船底座最耀眼的恆星之一。海山二接下來再度變暗，直到1782年又回到原先那樣的暗淡，但是它在1821年開始再度變亮。到了1827年時，海山二變亮超過10倍，並且在1843年4月達到頂點，亮度為−0.8等，為全天空第2亮的恆星，僅次於距離8.6光年的天狼星，即使它的距離為7000至8000光年之間。作為比較，天狼星就像是一根距離我們14.5公尺的蠟燭，而海山二就像距離10公里地平線上的一個（航海）灯塔。
海山二有時會有巨大的爆發，最近一次在1841年幾乎達到它的頂峰，而爆發的原因仍然是未知的。最有可能的原因是由於海山二巨大的光度產生的輻射壓所導致的。
海山二在1843年之後再度變暗，在1900年至1940年間，它的亮度只有8等，所以無法用肉眼觀測到。
海山二在2003年夏季發生一次「X光蝕」或「分光極小」現象。科學家組織一個巨大觀測活動，包括所有可用的地面（例如CCD光度分析）與太空望遠鏡，例如哈伯太空望遠鏡、昌德拉X射線天文臺、國際伽瑪射線天體物理實驗室與甚大望遠鏡（VLT）。這些觀測活動的主要目的是去決定海山二是否是一對雙星，如果是一對雙星的話，試圖確認它的伴星，確定這個現象的產生原因，並了解它們（如果是雙星的話）與19世紀大爆發之間的關連。
貢薩爾維斯（Falceta-Gonçalves）與他的同事發現X光的光度曲線與雙星暴風區的演化相當符合，這個結果是根據無線電波段的觀測。
海山二的光譜觀測顯示一些發散譜線過去每5.52年會週期性的變暗，這個時期穩定的持續幾十年的時間。海山二的無線電發散譜線與X光的光度在這些「事件」發生時也會下降。這些變化與紫外線的觀測顯示海山二非常有可能確實是一對雙星，伴星是一顆熾熱但質量較小的恆星，並擁有一個周期為5.52年的高偏心率的橢圓軌道。後來更準確地測量為 5.54 年。
天文學家Kashi與索克（Noam Soker）研究海山二的伴星所發出的離子化無線電波的增長，許多的輻射線被主星的恆星風所吸收，大部份的恆星風在接近伴星的恆星風之後將會产生震波。
海山二的亮度在1998年至1999年之間突然加倍，而在2007年時，可以很容易用肉眼就觀測到它，因為目前海山二的亮度已經超過5等。

## 未來的預測

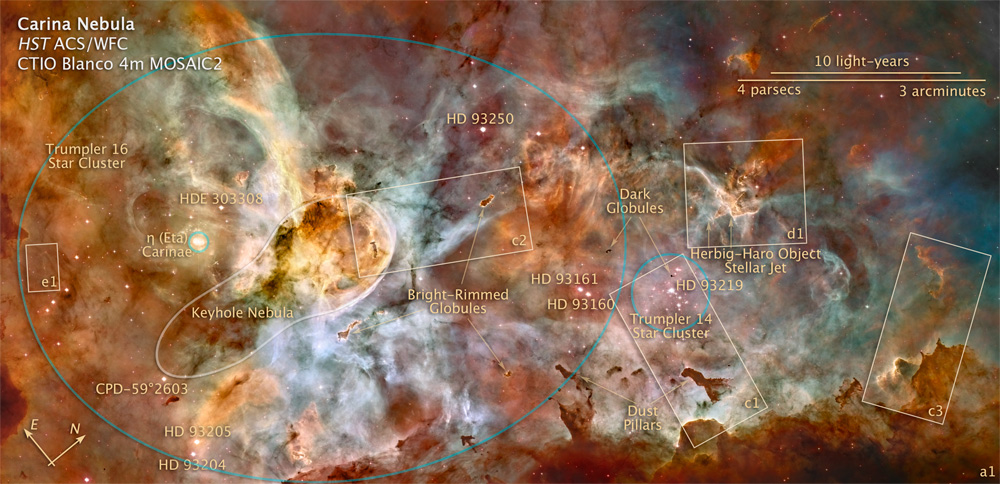
卡利納星雲（NGC 3372）與海山二附近的區域，由哈伯太空望遠鏡所攝

由於海山二极高的光度，其燃料消耗飛快。根據預測，海山二會較快變成超新星或極超新星，但由於它的演化途徑與年齡都尚未確定，所以爆炸可能發生在1百萬年後，也可能發生在明天。像海山二這種高光度藍變星（Luminous Blue Variable）可能是質量超大的恆星的一個演化階段，主要的理論認為它們將表現出極端的質量流失，並在發生超新星爆炸之前變成一顆沃爾夫-拉葉星（Wolf-Rayet star），不過如果它們無法留住質量的話，將會成為極超新星。
除了海山二之外，SN 2006jc是這種類型的恆星中已知最靠近地球的一個，距離7700萬光年，位於天貓座的UGC 4904。它在2004年10月20日突然變亮，當時被一位日本業餘天文學家板垣公一當成超新星爆炸。然而它當時並沒有真正的爆炸，而是直到2年後（2006年10月9日）才爆炸。所以一開始它是一個假超新星，最初這次爆發拋射了0.01太陽質量（超過20倍的木星質量）的物質進入太空。
因為海山二與SN 2006jc相當類似，所以NASA高達德發射中心的Stefan Immler認為這顆恆星將會在幾十年甚至幾年內爆發。然而加利福尼亞大學的烏斯里（Stanford Woosley）並不同意這種說法，他認為海山二可能位於演化階段的早期，因為它仍然擁有幾種元素可以進行核融合。

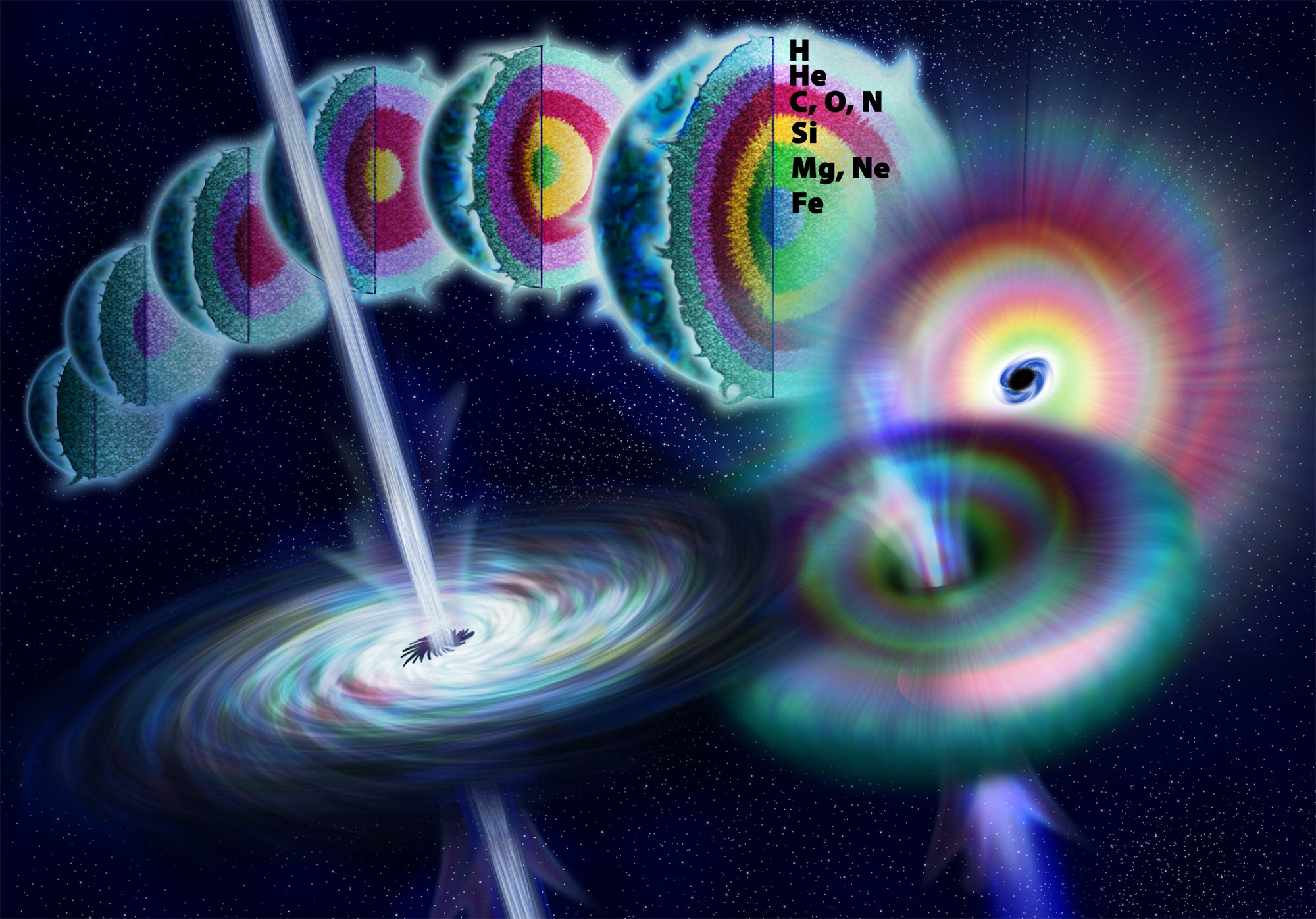
海山二的最終命運可能是因為自身巨大重力而塌縮成黑洞。塌縮時能量自其自轉軸兩極以噴流方式噴出造成伽瑪射線暴。
Credit: Nicolle Rager Fuller/NSF

另一個最近觀測到的超新星爆炸是SN 2006gy，它位於距離地球2億3800萬光年的NGC 1260螺旋星系，在2006年9月18日被發現。許多天文學家認為SN 2006gy的爆炸機制可能與海山二上將要面對的命運相當類似。
海山二距離地球只有7500光年，所以當它發生超新星爆炸或極超新星爆炸時可能會影響到地球，但是不太可能會直接影響到人類，因為大氣層會阻擋外來的伽馬射線。這次衝擊影響的範圍很可能被限制在大氣層的上部，這個部份包括臭氧層、太空船、人造衛星與太空人。至少有一位科學家宣稱，如果海山二演化成超新星或極超新星的話，「它將會明亮到即使在白天都可以看到，甚至在夜晚可以憑著它發生的亮光來看書」。海山二造成的超新星或極超新星爆炸很可能將從兩極發射出伽馬射線暴。自從科學家從它的光度與X光的短暫變化中發現海山二至少是一個雙星系統，甚至是三合星系統後，這可能增加或減少它成為超新星或極超新星時的強度。

## 外部連結
- 'ETA CARINAE — an evolved triple-star system?' by Wolfgang Kundt and Christoph Hillemanns
- HST Treasury Project and General Information on Eta Carinae （页面存档备份，存于）
- Eta Carinae profile （页面存档备份，存于）
- Is there a "clock" in Eta Carinae? - Brazilian research about the star （页面存档备份，存于）
- Broad Band Optical Monitoring
- X-ray Monitoring by RXTE （页面存档备份，存于）
- Possible Hypernova could affect Earth （页面存档备份，存于）
- ESO press release about the possibility of a supernova in 10 to 20 millennia
- The 2003 Observing Campaign （页面存档备份，存于）
- Davidson, Kris;  et al. . The Astronomical Journal. 1999  [2007-04-08]. （原始内容存档于2007-10-16） （英语）.
- Nathan, Smith. . Astronomical Society of the Pacific. 1998  [2006-08-13]. （原始内容存档于2006-09-27） （英语）.
- Eta Carinae at SIMBAD